# Anania von Mok
Anania von Mok, Anania Mokac'i (armenisch Անանիա Ա Մոկացի; † 965 (968)) war ein Katholikos der Armenisch-Apostolischen Kirche und Schriftsteller.
Sein Vorgänger war abgesetzt worden und nach den Gesetzen der Kirche konnte zeit seines Lebens kein neuer Patriarch gewählt werden. Erst zwei Jahre später wurde Anania aus Varagavank Patriarch. Er trat als Kirchenreformer auf und wandte sich gegen die Annäherung von Armeniern an die Byzantiner sowie das Chalcedonense, insbesondere gegen konfessionsverschiedene Ehen. Er verlegte den Sitz des Katholikos von Aghtamar nach Argina bei Kars.